# Julian Friedli
Julian Friedli (* 20. August 2006) ist ein Schweizer Beachvolleyballspieler.

## Karriere

### Karriere Jugend und Junioren
Seit 2022 nahm der damals Sechzehnjährige in unterschiedlichen Konstellationen an verschiedenen internationalen Wettkämpfen teil. Beste Resultate bis einschliesslich 2023 waren ein neunter Rang mit Andrin Kolb bei der U18-EM im August des Jahres sowie ein siebter Platz mit Linus Deecke bei der Europameisterschaft der unter Zwanzigjährigen eine Woche vorher. Mit dem gleichen Partner stand ein geteilter siebzehnter Rang bei der U21-WM im November zu Buche. Im folgenden Jahr kam die erste Medaille dazu. Mit Tim Pirmin Amrein gewann Friedli bei den kontinentalen Titelkämpfen der unter Zwanzigjährigen Bronze.

### Karriere Erwachsene
Ein erstes Ausrufezeichen seiner Karriere setzte der junge Schweizer mit Yves Haussener beim FIVB Futures in Cervia, als die beiden die Vorschlussrunde erreichten. Zwei Wochen danach standen sie beim gleichartigen Turnier in Spiez zum ersten Mal bei einer internationalen Veranstaltung gemeinsam auf dem Podest und das gleich ganz oben. Nach dem dritten Platz in Genf konnten sie beim Elite16 in Gstaad in der Qualifikation ihre Landsleute besiegen, scheiterten in der zweiten Runde der Vorausscheidung jedoch in zwei Sätzen an den Viertelfinalisten Michał Bryl und Bartosz Łosiak, wobei der erste Durchgang hart umkämpft war und mit 25:23 nur äusserst knapp an die Polen ging. Nach einem Sieg und einem weiteren Podiumsplatz bei der heimischen Beachserie belegten die Schweizer bei der Landesmeisterschaft den fünften Rang. Ihren bis zu diesem Zeitpunkt wertvollsten Erfolg erreichten Julian Friedli und Yves Haussener beim ersten World Pro Tour Challenge der folgenden Saison, als sie in Yucatán zunächst die Qualifikation unbeschadet überstanden, ihren Pool gegen  Lukas Pfretzschner / Sven Winter sowie Hugo Campos / João Pedrosa gewannen und anschliessend nacheinander Philipp Huster / Maximilian Just sowie Adelmo Goncalves / Mateus De Paula aus dem Wettbewerb warfen. Im Halbfinal wurden auch die Österreicher Christoph Dressler / Philipp Waller bezwungen. Erst im Endspiel konnten die amtierenden Weltmeister Ondřej Perušič / David Schweiner die Eidgenossen stoppen.